# Пришт
Пришт, бубуљица (множина бубуљице) је упаљено (издигнуто, и пребојено), место на површини коже које је обично болно и испуњено сукрвичавим садржајем или гнојем. Синоними за пришт су; митисер, акна, пустула (гнојаница), папула